# Fontaine-Bonneleau
Fontaine-Bonneleau és un municipi francès, situat al departament de l'Oise i a la regió dels Alts de França. L'any 2007 tenia 285 habitants.

## Demografia

### Població
El 2007 la població de fet de Fontaine-Bonneleau era de 285 persones. Hi havia 104 famílies de les quals 28 eren unipersonals (20 homes vivint sols i 8 dones vivint soles), 32 parelles sense fills i 44 parelles amb fills.
La població ha evolucionat segons el següent gràfic:
Habitants censats

### Habitatges
El 2007 hi havia 123 habitatges, 102 eren l'habitatge principal de la família, 13 eren segones residències i 8 estaven desocupats. 122 eren cases i 1 era un apartament. Dels 102 habitatges principals, 80 estaven ocupats pels seus propietaris i 22 estaven llogats i ocupats pels llogaters; 3 tenien dues cambres, 10 en tenien tres, 27 en tenien quatre i 62 en tenien cinc o més. 72 habitatges disposaven pel capbaix d'una plaça de pàrquing. A 50 habitatges hi havia un automòbil i a 37 n'hi havia dos o més.

### Piràmide de població
La piràmide de població per edats i sexe el 2009 era:
| Homes | Edats   | Dones |
| ----- | ------- | ----- |
| 0     | 95 o +  | 0     |
| 0     | 90 a 94 | 4     |
| 0     | 85 a 89 | 0     |
| 8     | 80 a 84 | 0     |
| 0     | 75 a 79 | 4     |
| 24    | 70 a 74 | 12    |
| 8     | 65 a 69 | 12    |
| 0     | 60 a 64 | 0     |
| 4     | 55 a 59 | 0     |
| 8     | 50 a 54 | 8     |
| 16    | 45 a 49 | 8     |
| 8     | 40 a 44 | 12    |
| 16    | 35 a 39 | 8     |
| 16    | 30 a 34 | 12    |
| 8     | 25 a 29 | 4     |
| 4     | 20 a 24 | 12    |
| 4     | 15 a 19 | 4     |
| 8     | 10 a 14 | 24    |
| 8     | 5 a 9   | 16    |
| 12    | 0 a 4   | 8     |

## Economia
El 2007 la població en edat de treballar era de 169 persones, 115 eren actives i 54 eren inactives. De les 115 persones actives 101 estaven ocupades (57 homes i 44 dones) i 14 estaven aturades (5 homes i 9 dones). De les 54 persones inactives 18 estaven jubilades, 17 estaven estudiant i 19 estaven classificades com a «altres inactius».

### Ingressos
El 2009 a Fontaine-Bonneleau hi havia 98 unitats fiscals que integraven 256,5 persones, la mediana anual d'ingressos fiscals per persona era de 15.658 €.

### Activitats econòmiques
Dels 14 establiments que hi havia el 2007, 1 era d'una empresa alimentària, 6 d'empreses de construcció, 3 d'empreses de comerç i reparació d'automòbils, 1 d'una empresa d'hostatgeria i restauració, 1 d'una empresa immobiliària i 2 d'empreses classificades com a «altres activitats de serveis».
Dels 5 establiments de servei als particulars que hi havia el 2009, 1 era un guixaire pintor, 2 fusteries, 1 electricista i 1 perruqueria.
L'únic establiment comercial que hi havia el 2009 era una carnisseria.
L'any 2000 a Fontaine-Bonneleau hi havia 11 explotacions agrícoles.

## Equipaments sanitaris i escolars
El 2009 hi havia una escola elemental integrada dins d'un grup escolar amb les comunes properes formant una escola dispersa.

## Poblacions més properes
El següent diagrama mostra les poblacions més properes.